# Cygnus CRS OA-5
Cygnus CRS OA-5, conosciuta anche come Orbital ATK 5, è stata una missione spaziale privata di rifornimento per la Stazione spaziale internazionale, programmata da Orbital ATK per la NASA nell'ambito del programma Commercial Resupply Services, e decollata il 17 ottobre 2016.
Il vettore utilizzato è stato un Antares 230, il quale ha portato in orbita il veicolo cargo Cygnus, costituito in questo caso dalla capsula S.S. Alan Poindexter, comprendente il modulo per immagazzinamento pressurizzato costruito da un partner industriale di Orbital ATK, la Thales Alenia Space.
La CRS OA-5 è stata la settima missione orbitale del veicolo spaziale Cygnus, la sesta delle quali avente come cliente la NASA.

## Modulo di servizio
La missione CRS OA-5 è stata effettuata con una navetta Cygnus, in particolare con una versione di dimensioni maggiori, versione utilizzata qui per la terza volta.
Come da tradizione della Orbital ATK, il modulo è stato battezzato S.S. Alan Poindexter, in onore dell'astronauta statunitense Alan Poindexter, membro delle missioni STS-122 e STS-131, deceduto nel 2012 a seguito di un incidente con una moto d'acqua.

## Lancio e svolgimento della missione
La missione Cygnus CRS OA-5 è partita il 17 ottobre 2016 con il decollo del vettore Antares 230 che avvenne alle 23:45 UTC dal sito di lancio numero 0 del Mid-Atlantic Regional Spaceport.
Il 23 ottobre 2016 il modulo di servizio Cygnus, con a bordo la capsula pressurizzata per immagazzinamento costruita dalla Thales Alenia Space, ha raggiunto la ISS ed ha iniziato a condurre una serie di manovre per regolare la propria velocità, altitudine e orientazione con quella della stazione spaziale. Dopo aver raggiunto il punto di cattura, alle 11:28 UTC il veicolo è stato preso dal Canadarm2, manovrato dall'astronauta statunitense Kathleen Rubins, e infine, alle 14:53 UTC, è stato agganciato al modulo Unity.
Il modulo Cygnus della missione è rimasto agganciato alla ISS per 28 giorni, 20 ore e 32 minuti. Il 21 novembre 2016, il modulo è stato agganciato dal Canadarm2, stavolta comandato da Shane Kimbrough e sganciato dal modulo Unity alle 11:25 UTC, infine, alle 13:22 UTC dello stesso giorno, il modulo di servizio è stato liberato. Dopo una serie di manovre atte ad allontanarlo dalla stazione spaziale, il Cygnus ha effettuato un'accensione di pochi minuti in previsione del suo rientro in atmosfera, avvenuto il 27 novembre 2016 alle 23:45 UTC.
Poche ore dopo il distacco dalla ISS della Cygnus, è stato fatto partire l'esperimento SAFFIRE II, situato a bordo del modulo di servizio. L'esperimento ha previsto l'accensione di incendio su vasta scala nello spazio, al fine di studiare la propagazione dell'incendio e la temperatura e il consumo di ossigeno della fiamma in condizioni di microgravità e di scarsa presenza di ossigeno. Contrariamente a quanto era accaduto per l'esperimento SAFFIRE I, eseguito nel corso della precedente missione Cygnus CRS OA-6, in cui era stato fatto bruciare un pannello di cotone e fibra di vetro delle dimensioni di 0,4 x 1,0 metri, nel SAFFIRE II sono stati fatti bruciare nove campioni più piccoli di materiali e spessori diversi. Il tutto al fine di ottenere dati con l'aiuto dei quali sviluppare e migliorare le condizioni di sicurezza degli equipaggi nonché per aiutare i tecnici nella scelta dei materiali da usare nella costruzione delle navette.
 Tra il 25 e il 26 novembre, invece, sono stati rilasciati in orbita, ad un'altezza di 500 km, quattro CubeSat (dal numero 14 al numero 17) facenti parte dell'esperimento LEMUR-2, volto a creare una costellazione di microsatelliti per il controllo del traffico aereo e navale, nonché delle condizioni meteo.

## Carico
La missione CRS OA-6 ha portato in orbita un carico totale di 2.425 kg di materiale. Questo includeva 2.342 kg (involucro compreso) di materiale pressurizzato destinato all'interno della Stazione Spaziale Internazionale e 83 kg di carico non pressurizzato costituito tra le altre cose da un lanciatore di satelliti CubeSat della NanoRacks, il NanoRacks CubeSat Deployer, e da quattro satelliti CubeSat, messi in orbita con il sopraccitato dispositivo dopo il distacco del modulo Cygnus dalla ISS.
In particolare il carico era così composto:
- Carico destinato all'interno della ISS:
  - Esperimenti scientifici: 498 kg
  - Rifornimenti per l'equipaggio: 585 kg
  - Hardware per la stazione spaziale: 1.023 kg
  - Equipaggiamenti per le attività extraveicolari: 5 kg
  - Risorse informatiche: 56 kg
  - Hardware russo: 42 kg
- NanoRacks CubeSat Deployer (NRCSD), quattro satelliti CubeSat ed esperimento SAFFIRE II: 83 kg

Tra i vari esperimenti, la missione Cygnus CRS OA-5 ha portato a bordo della ISS anche dei campionatori d'aria, utili allo studio delle particelle solide sospese nell'aria della stazione e a individuare potenziali pericoli per l'equipaggio, e degli equipaggiamenti volti ad effettuare uno studio sul fenomeno delle fiamme fredde, un processo di combustione che avviene in presenza di combustibili liquidi e che risulta invisibile all'occhio umano poiché avviene a temperature relativamente basse.